# 신광초등학교 (서울)
신광초등학교(信光初等學校)는 대한민국 서울특별시 용산구에 있는 사립 초등학교이다.

## 학교 연혁
- 1964년 11월 26일 : 신광국민학교 설립인가
- 1965년 3월 6일 : 신광국민학교로 개교
- 1970년 2월 10일 : 제 1회 졸업식 (96명)
- 1984년 5월 5일 : 학교 TV방송 개국
- 1996년 3월 1일 : 신광국민학교에서 신광초등학교로 개칭
- 2006년 10월 1일 : 학교법인 신광학원 창립 60주
- 2011년 2월 26일 : 제 9대 이희택 이사장 취임
- 2011년 7월 12일 : 학교 리모델링
- 2015년 3월 2일 : 12개 학급 편성
- 2025년 3월 6일 : 개교 60주년

## 참고 자료
- 신광초등학교 - 한국교육학술정보원 학교알리미